# Ennuye
Die Ennuye ist ein Fluss in Frankreich, der im Département Drôme in der Region Auvergne-Rhône-Alpes verläuft. Sie entspringt an der Gemeindegrenze von Saint-Sauveur-Gouvernet und Lemps, entwässert zunächst in westlicher Richtung durch die Landschaft Baronnies, dreht dann auf Nordwest und mündet nach insgesamt rund 20 Kilometern am Ortsrand von Curnier als linker Nebenfluss in die Eygues.

## Orte am Fluss
(Reihenfolge in Fließrichtung)
- La Bâtie Verdun, Gemeinde Saint-Sauveur-Gouvernet
- Saint-Sauveur-Gouvernet
- Sainte-Jalle
- Curnier